# 篠惠美
碧志乃 / 碧詩乃（日语：碧しの Aoi Shino，1990年9月8日—）是日本的AV女優 。出身於日本栃木縣。於2009年出道於AV成人電影界。曾用藝名篠めぐみ或宮嶋あおい。

## AV
參見篠めぐみ 日文wiki （页面存档备份，存于）

## 無修正AV
- 東熱流ガチ中出し（2010/9/21、Tokyo Hot）
- Sasuke Premium Vol.2 超絶拘束地獄痙攣アクメ（2010/10/11、SASUKE）
- Sasuke Premium Vol.8 LOVE LOVE MEGUMI FANTASY（2010/12/20）
- Sky Angel Blue Vol.51（2010/12/24、Sky High Ent.）
- 東熱大乱交2010（2010/12/24; 12/31）共演：朝倉ことみ、鈴木さとみ、直嶋あい
- CATWALK POISON DV 05（2011/7/15、CATWALK Entertainment）
- Sky Angel Blue Vol.68（2011/12/7）
- 東熱3穴全損発狂（2012/1/24）
- Sky Angel Vol.140（2012/2/24）
- S Model 53（2012/3/29、Super Model Media）
- Double Penetrations 5（2012/5/1、REDHOT Collection）他出演：真白希實、朝桐光、朝田ばなな、ゆずき鈴、華咲真冬、真崎寧々 等
- Sky Angel Blue Vol.76（2012/6/5）

## 寫真
- ピクシースマイル 中○生はるかちゃん○才（Mr.IMPACT）
- アイドル帝国 No.003 ＊「宮嶋あおい」名義
- アイドル王国 Vol.2